# Julius Röntgen
Julius Engelbert Röntgen (Leipzig, 9 mei 1855 – Utrecht, 13 september 1932) was een Nederlands-Duitse componist, pianist en dirigent.

## Leven en werk
Van Johannes Brahms ondervond hij de meeste invloed op zijn componeren, maar ook liet hij zich beïnvloeden door César Franck en Max Reger. Röntgen had liefde voor oude volksmuziek – iets wat hij deelde met zijn vriend Edvard Grieg – en schreef bewerkingen van oud-Nederlandse dansen en liederen. Meer dan 600 werken liet hij na, waarvan een aantal destijds is uitgegeven door Breitkopf & Härtel. Na zijn dood raakte zijn muziek in de vergetelheid, maar in de 21e eeuw is de belangstelling sterk groeiende.

### Duitsland

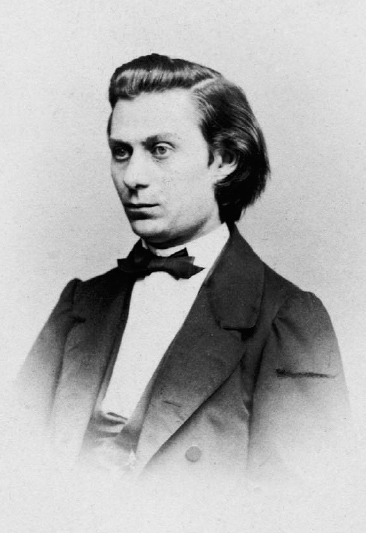
Julius' vader Engelbert Röntgen, 1870

Röntgen was een zoon van de Nederlandse violist Engelbert Röntgen, concertmeester van het Leipziger Gewandhausorchester, en de Duitse pianiste Pauline Klengel. Van Louis Plaidy en Carl Reinecke (dirigent in het Gewandhaus) kreeg hij pianolessen. Op jonge leeftijd schreef hij al enkele composities en in 1871 werden de eerste gedrukt. Als muzikaal wonderkind ging hij langs de grote Duitse muzieksteden Düsseldorf, Hamburg en zijn geboortestad Leipzig. Op zijn veertiende werd Röntgen voorgesteld aan Franz Liszt, voor wie hij een van zijn eigen composities ten gehore bracht. Liszt nodigde hem daarop uit voor een van zijn beroemde soirees in zijn huis in Weimar.
Op achttienjarige leeftijd maakte Röntgen een tournee met de Duitse bariton Julius Stockhausen, die hij begeleidde op piano.
Tijdens zijn jeugd leerde hij zijn vriend Edvard Grieg (1843-1907) kennen, die enkele jaren aan het conservatorium van Leipzig heeft gestudeerd. Röntgen bezocht toen de "Skandinaviske Selskap", een vereniging van Noorse en Zweedse studenten aan de Universiteit van Leipzig. Daar leerde Röntgen zijn eerste vrouw kennen, de Zweedse vioolstudente Amanda Maier (1853–1894).
Na zijn opleiding aan het conservatorium van Leipzig toog hij naar de pianist Franz Lachner in München om daar zijn techniek nog verder te verbeteren.

### Amsterdam
In 1877 vertrok Röntgen naar Nederland op uitnodiging van Abraham Dirk Loman, die in het culturele leven van die dagen een vooraanstaande positie innam. Röntgen vestigde zich in Amsterdam en werd pianoleraar aan de muziekschool. Ook dirigeerde hij de zangvereniging Excelsior en de Amsterdamse afdeling van de Maatschappij tot Bevordering der Toonkunst. Verder organiseerde en leidde hij de Felix Meritis-concerten. In een van de vele brieven aan zijn ouders in Leipzig schreef hij dat het muziekleven in Amsterdam niet op hoog peil stond. De muziekschool werd vooral bezocht door kinderen en oudere dames, die voor hun plezier muziekles namen, niet om er hun brood mee te verdienen.
Tussen 1878 en 1885 bezocht de componist Johannes Brahms enkele malen Amsterdam om er concerten te dirigeren. Tijdens een concert in 1884 was Röntgen solist in Brahms' Tweede Pianoconcert. Over het niveau van de orkestmusici was Brahms echter zo ontevreden, dat hij zei voortaan alleen naar Amsterdam te komen om lekker te eten. Röntgen en Brahms raakten bevriend, maar Röntgen behield altijd een zeker ontzag voor de beroemde Brahms, terwijl zijn vriendschap met Grieg veel meer op gelijke basis was. 
Röntgen richtte in 1883 samen met Frans Coenen en Daniël de Lange het Amsterdamsch Conservatorium op. Ook stond hij aan de wieg van het Concertgebouw. Steeds meer werd in Amsterdam de behoefte gevoeld om een grote concertzaal te bouwen. Röntgen, die werd aangezocht om te adviseren over de vorm, wees architect Van Gendt op het voorbeeld van de concertzaal van het Gewandhaus te Leipzig. De bouw duurde bijna vier jaar. In 1888 zocht men een dirigent voor het inmiddels opgerichte Concertgebouworkest. Röntgen solliciteerde naar de betrekking, maar de sollicitatiecommissie betwijfelde of hij genoeg artistiek talent had voor de zware baan. Toen de beroemde Hans von Bülow, dirigent van het hoforkest van Meiningen in Thüringen, geen tijd bleek te hebben, vond men Willem Kes uit Dordrecht bereid om als dirigent voor het Concertgebouworkest te gaan staan.
Röntgen ging zich nu nog meer bezighouden met het componeren van kamermuziek en met zijn conservatoriumwerk. Hij had veel succes als pianopartner van de violist Carl Flesch, de beroemde zangers Johannes Messchaert en Aaltje Noordewier-Reddingius en later de cellist Pablo Casals. Met Messchaert trad hij bijna jaarlijks op in Wenen, waar hij vaak contact had met de door hem bewonderde Brahms.
Rond 1883 versterkte Röntgen zijn contact met de Noorse componist Edvard Grieg (1843-1907), die hij tijdens zijn studie in Leipzig had leren kennen. Hij had hem al eens bezocht in zijn villa Troldhaugen bij Bergen en was in de ban geraakt van de Noorse natuur. Met Grieg en diens vriend Frants Beyer maakte hij lange bergwandelingen, onder meer door de Jotunheimen. Een symfonische suite uit 1892 getuigt daarvan. Grieg bezocht Amsterdam om er een concert te geven. Als componist had Röntgen veel aan de grote vriendschap met Grieg, die duurde tot diens dood in 1907. Hij speelde graag zijn composities en gaf aanwijzingen voor verbeteringen. Na Griegs dood schreef Röntgen een biografie in het Nederlands met veel aanhalingen uit de omvangrijke correspondentie.
In 1898 deed Röntgen afstand van zijn koordirigentschap bij de Amsterdamse Afdeling van de Vereniging "Toonkunst" na een conflict met Willem Mengelberg, Kes' opvolger bij het Concertgebouworkest. Brahms had hem in een brief gewaarschuwd: "Voor die concertcommissies geef ik geen cent...". Het bezorgde hem moeilijke jaren. De bittere pil werd enigszins verzacht toen hij directeur kon worden van het Amsterdamsch Conservatorium, dat hij eens met De Lange en Coenen had opgericht.
Vakanties bracht de familie Röntgen vaak door in Denemarken, waar hij de kunstenares Bodil de Neergaard leerde kennen. Een langdurige artistieke relatie ontstond in kasteel Fuglsang op het eiland Lolland, waar ook Carl Nielsen vaak te gast was.

### Villa Gaudeamus

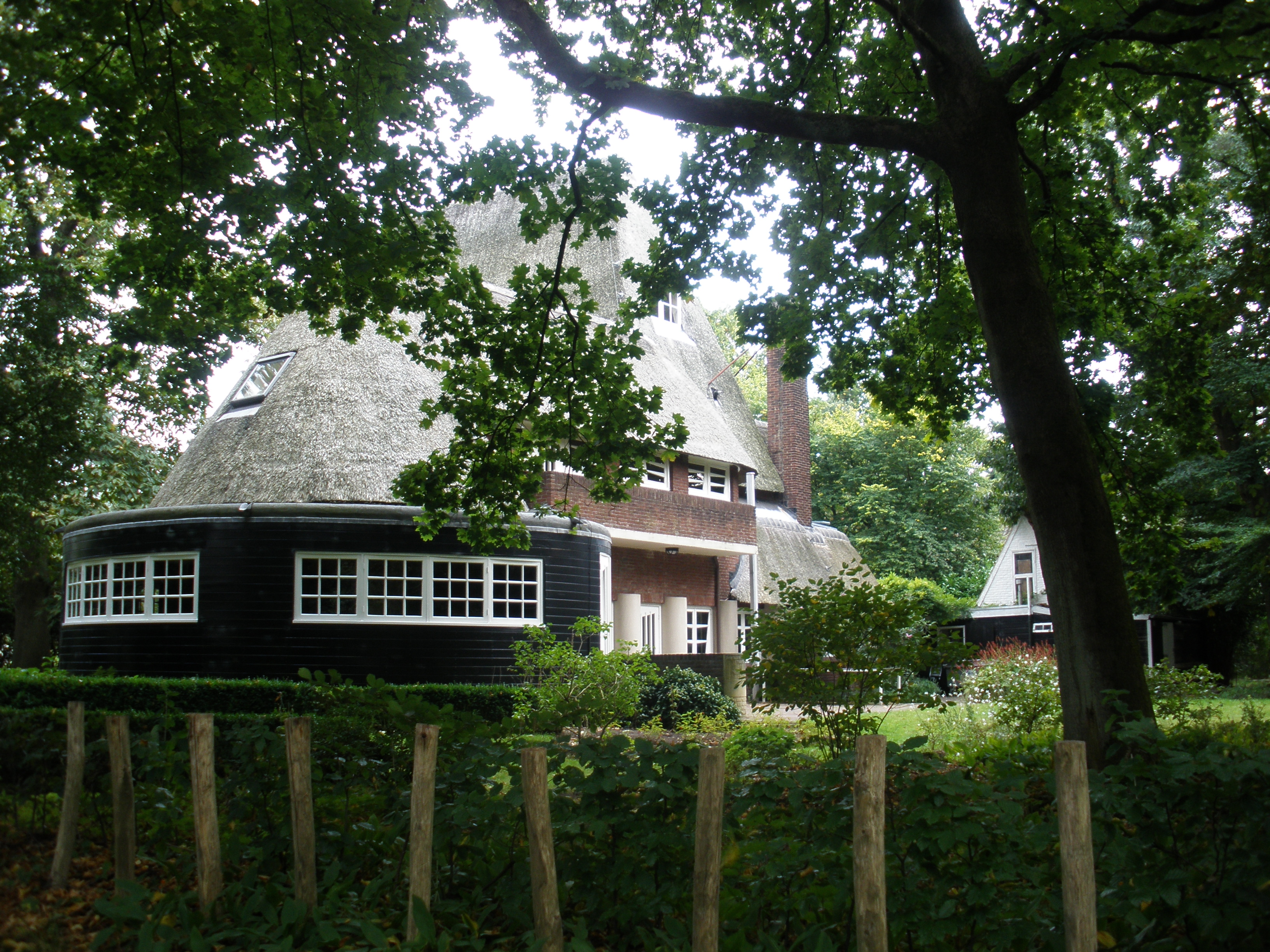
De halfronde muziekvleugel van Villa Gaudeamus

In 1924 ging Röntgen, bijna 70 jaar oud, met pensioen bij het Conservatorium. Hij trok zich terug in de door zijn zoon Frants Edvard Röntgen in de stijl van de Amsterdamse School ontworpen Villa Gaudeamus in Bilthoven. De muziekzaal, geheel van hout, zweeft als het ware boven de grond. Tijdens de laatste jaren van zijn leven schiep hij meer dan 100 composities, meest kamermuziek en liederen. Op Gaudeamus werd hij bezocht door veel beroemdheden, onder wie Pablo Casals en de Australische pianist en componist Percy Grainger. Röntgen gaf in de avonduren analysecursussen aan huis en sloeg daarbij moderne componisten als Paul Hindemith, Igor Stravinsky en Willem Pijper niet over. De enige moderne componist die hem niet kon boeien was Schönberg.
In 1928 bezocht Röntgen zijn zoon Engelbert Röntgen (1886-1958), die het als cellist tot een toppositie in de beroemde Metropolitan Opera in New York had gebracht. Enthousiast werd hij over de muziek van de jonge componist George Gershwin en de jazz. Teruggekomen schreef hij enkele bewerkingen van "Negro Songs".
In zijn laatste jaren experimenteerde hij met atonale muziek en schreef hij een bitonale symfonie (Symfonie nr. 9, De Bitonale). In het Tuschinski Theater in Amsterdam zorgde hij vaak voor de muzikale begeleiding van de zwijgende films van de folklorist Dirk Jan van der Ven. Daarbij speelde hij stukjes volksmuziek, die hij vroeger al had gearrangeerd. Zoals veel pianisten in die tijd speelde hij ook pianorollen in, zodat er nu nog een getrouwe weergave is van zijn pianospel, wanneer men ze afspeelt op een pianola.
Voor de bundel van de Nederlandse Protestantenbond bewerkte hij vele liederen en gezangen. In het Liedboek voor de Kerken zijn opgenomen de gezangen 13A D'Almachtige is mijn Herder en Geleide van Vondel en 469 Het leven is: een krijgsbanier van Guido Gezelle.
In 1930 ontving Röntgen een eredoctoraat van de Universiteit van Edinburgh.
In zijn laatste jaren componeerde hij in hoog tempo. Van zijn 24 symfonieën ontstonden er achttien in de periode 1930-1932. Voor zijn orkestwerken liet Röntgen zich regelmatig door de Nederlandse folklore inspireren. Zijn Oud-Nederlandsche dansen (1902) waren jarenlang zijn meest gespeelde werk en ze werden door het Concertgebouworkest onder Willem Mengelberg opgenomen. Het zijn arrangementen van dansen uit de bundel Danserye van Tielman Susato. Ook in zijn latere oeuvre greep Röntgen regelmatig terug op folkloristische elementen. Zo draagt zijn zesde symfonie uit 1928 de titel Rijck God, wie sal ic claghen en de twee jaar later ontstane dertiende symfonie kreeg als bijnaam Alle eendjes zwemmen in het water.
Behalve symfonieën componeerde hij in zijn laatste tien jaar onder meer drie pianoconcerten, twee vioolconcerten, een celloconcert, zeven cellosonates, zeven strijkkwartetten en talrijke vocale werken. Een deel van zijn werk werd uitgegeven bij Muziekuitgeverij A.A. Noske.
Zwaar ziek voltooide Röntgen in zijn laatste twee maanden nog het Pianokwintet in G. Op 13 september 1932 stierf hij in het Utrechtse Diaconessenhuis op 77-jarige leeftijd. De Engelse musicoloog Donald Tovey schreef in 1932 in zijn in memoriam in The Times: "Zijn compositorische werk kent elke muziekvorm en geeft daarbij blijk van volledige beheersing van de compositietechnieken. Al zijn werken leggen getuigenis af van zijn bijzonder grote muzikale gaven".

## Privéleven
Met zijn zoons uit zijn eerste huwelijk met de Zweedse musicus Amanda Maier (1853 - 1894), de violist Julius en de cellist Engelbert, vormde hij het Röntgentrio. Drie jaar na Amanda's dood in 1894 trouwde hij de getalenteerde pianiste Abrahamine des Amorie van der Hoeven (Mien). Uit dit huwelijk werden vier zoons en één dochter geboren. Van hen gingen drie zoons de muziek in en ook met hen trad hij op. Muziek was in de familie Röntgen een van de belangrijkste vormen van vrijetijdsbesteding.
Direct na de Eerste Wereldoorlog, op 30 december 1919, werd Röntgen genaturaliseerd tot Nederlands staatsburger, omdat de eerste zoon uit het tweede huwelijk, de pianist Johannes Röntgen, in 1916 in Duitse krijgsdienst werd opgeroepen. De tweede zoon uit zijn eerste huwelijk, de cellist Engelbert Röntgen, die naar de Verenigde Staten was geëmigreerd, diende in het Amerikaanse leger als hospitaalsoldaat. Het gevolg was dat Röntgen enkele jaren niet meer in Duitsland kon optreden.

### Familieoverzicht
- Huwelijk (1880) met Amanda Maier (1853-1894)
  - Julius Röntgen jr., violist (1881-1951)
  - Engelbert Röntgen, cellist (1886-1958)

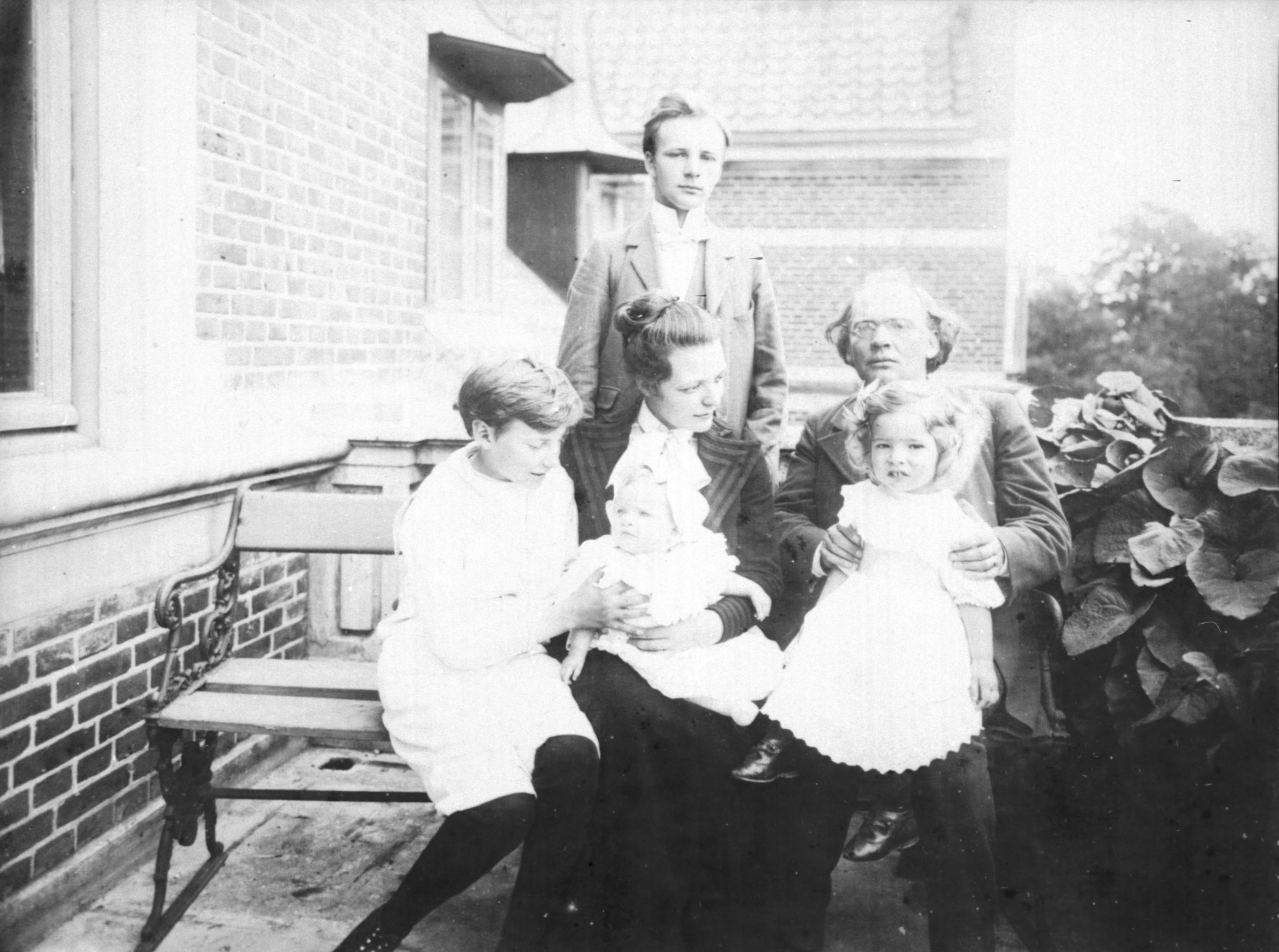
Julius Röntgen, "Mien" des Amorie van der Hoeven, zoon Julius jr. en kleinkinderen Frithjof Richard, Margaret en Ingrid Hilda

- Huwelijk (1897) met Abrahamine des Amorie van der Hoeven (1870-1940)
  - Johannes Röntgen, pianist (1898-1969)
  - Amanda Röntgen (1899-1904)
  - Edvard Frants Röntgen, cellist (1902-1969)
  - Frants Edvard Röntgen, architect (1904-1980)
  - Joachim Röntgen, violist (1906-1989)

De beroemde natuurkundige Wilhelm Conrad Röntgen was een achterneef van de vader van Röntgen.

## Composities (selectie)
| - Suite Aus Jotunheim (1892) - Ballade über ein Norwegisches Volkslied, op. 36 (1892) - Een liedje van de zee, op. 45 (1902) - Oud-Nederlandse Dansen, op. 46a (bewerking voor harmonieorkest: Ber Joosen) - Suite Oud-Nederland (1907) - Drei Praeludien und Fugen über G.H.G.B.F., opgedragen aan Gerard von Brucken Fock (1919) - Ouverture Taufers (1921) - Aus Goethes Faust, voor orkest, koor en solisten (1931) - Variationen über eine Norwegische Volksweise (1932) - Gezang 13A en 469 uit het Liedboek voor de Kerken en veel melodieën voor de liederenbundel van de Nederlandse Protestanten Bond. - Agnete, Dramatische Legende van Gonne van Uildriks (1913) |  | Blaasinstrument en piano - Aus Jotunheim, Suite über norwegische Volksweisen, hoorn (1892) - Variationen und Finale über Sankt Nepomuk, hoorn (1903) - Sonate 1 fis-moll, hobo (1918) - Sonate 2 D-dur, hobo (1928) - Sonate As-dur, fagot (1929) Trio's voor viool, cello en piano - Trio Entam (1898) - Trio in f, Post tenebras lux (1924) - Trio in A, Gaudeamus (1924) |

## Vernoemingen
In zijn woonplaats Bilthoven is een Dr. Julius Röntgenlaan in de componistenwijk; ook enkele andere plaatsen (Arnhem, Den Haag, Dieren, Leiden, Leidschendam, Vlaardingen) hebben een weg, laan of straat naar de musicus genoemd.

## Julius Röntgen in fictie
De roman Wat stilte wil uit 2022 van Arthur Japin is gewijd aan Anna Witsen (1855-1889), dochter en zangeres uit een patriciersgeslacht en zus van de kunstschilder Willem Witsen. Aan zowel Willem Witsen als Julius Röntgen als fictieve personages is een prominente rol toebedeeld in deze literaire roman.